# La princesa Starla

## Trama
La princesa Starla narra las aventuras de tres jovencitas, los jinetes de las joyas: Starla (princesa de Ávalon) y sus amigas Fallon y Tamara, y sus unicornios que se lanzan a la aventura para rescatar Ávalon de Lady Kale, la malvada bruja intentar apoderarse del trono.
La acción de la serie se desarrolla en el reino de Avalón, creado por el mago Merlín hace mucho tiempo. El territorio, sellado por siete joyas encantadas (representada cada una por una piedra preciosa) había vivido en paz hasta ahora. Pero todo se estropeó cuando Lady Kale fue desterrada por intentar apoderarse del trono de su hermana Angelina y decidió dedicar su vida a vengarse de Merlín. Sólo hay una forma de que Avalón vuelva a la normalidad: hija de la reina Angelene y del rey Jared - la princesa Starla y sus amigas deben encontrar las siete joyas antes de que Kale se haga con la primera de ellas, y esto sólo lo podrán lograr si cuentan con la fuerza de la amistad.
Además de Kale y Starla (que siempre va acompañada de Sunstar, un unicornio alado), protagonizan la serie Fallon (cuya mascota es también un unicornio de pura sangre), Tamara (que posee un cachorro de unicornio llamado Cleo), y la hechicera Morgana, con las que tiene intención de conquistar el reino.

## Episodios
| N/o | Título español                          | Título original                     |
| --- | --------------------------------------- | ----------------------------------- |
|     |                                         |                                     |
| 01  | Las joyas de la corona                  | Jewel Quest                         |
| 02  | Las joyas de la corona                  | Jewel Quest                         |
|     |                                         |                                     |
| 03  | El pico del mago                        | Wizard’s Peak                       |
|     |                                         |                                     |
| 04  | Los árboles del viaje no                | Travel Trees Don’t Dance            |
|     |                                         |                                     |
| 05  | La canción del arco iris                | Song of the Rainbow                 |
|     |                                         |                                     |
| 06  | Para quien toca el troll                | For Whom the Bell Trolls            |
|     |                                         |                                     |
| 07  | ?                                       | The Faery Princess                  |
|     |                                         |                                     |
| 08  | Los páramos                             | Badlands                            |
|     |                                         |                                     |
| 09  | Hogar, dulce bogar, piedra de corazones | Home Sweet Heart Stone              |
|     |                                         |                                     |
| 10  | Loco de amor                            | Love Struck                         |
|     |                                         |                                     |
| 11  | El país de los sueños                   | Dreamfields                         |
|     |                                         |                                     |
| 12  | La venganza de la piedra oscura         | Revenge of the Dark Stone           |
|     |                                         |                                     |
| 13  | El círculo completo                     | Full Circle                         |
|     |                                         |                                     |
| 14  | Morgana                                 | Morgana                             |
|     |                                         |                                     |
| 15  | Canción desde las sombras               | Shadowsong                          |
|     |                                         |                                     |
| 16  | Fiebre por la moda                      | Fashion Fever                       |
|     |                                         |                                     |
| 17  | El valle de los Unicornios              | Vale of the Unicorns                |
|     |                                         |                                     |
| 18  | El príncipe de los bosques              | Prince of the Forest                |
|     |                                         |                                     |
| 19  | El mago de Gardenia                     | Wizard of Gardenia                  |
|     |                                         |                                     |
| 20  | La joya del mar                         | Jewel of the Sea                    |
|     |                                         |                                     |
| 21  | Problemas en la ciudad de los duendes   | Trouble in Elftown                  |
|     |                                         |                                     |
| 22  | La joya de los deseos                   | The Wishing Jewel                   |
|     |                                         |                                     |
| 23  | La isla del misterio                    | Mystery Island                      |
|     |                                         |                                     |
| 24  | La joya de la fortuna                   | The Fortune Jewel                   |
|     |                                         |                                     |
| 25  | El espíritu de Avalon                   | Lady of the Lake / Spirit of Avalon |
|     |                                         |                                     |
| 26  | La última joya                          | The One Jewel / The Last Dance      |
|     |                                         |                                     |